# Bunium ferulaceum
Bunium ferulaceum är en växtart i släktet jordkastanjer (Bunium) och familjen flockblommiga växter. Den beskrevs av James Edward Smith 1806.
Arten förekommer i östra Medelhavsområdet och i Kaukasus.